# Argument (TV-program)
Argument var ett debattprogram i Sveriges Television, som producerades i Umeå. Det hade premiär i september 2006 och sista programmet sändes i december 2007. Programledare var Helena Wink och Linda Olofsson som tidigare varit programledare för TV-programmet Debatt.
Programmet sändes på torsdagskvällar i SVT1 från Sveriges Televisions studio i Umeå. I programmet debatterades mer än ett ämne i varje program, genom att programledarna gjorde en inledning, ibland med en filmad enkät där man frågat "vanligt folk" om något ämne, sedan följde själva debatten med inbjudna gäster och sedan gjorde programledarna en avrundning.
Programmets redaktion bestod av tio personer: redaktören (De två första säsongerna Stefan Rehnman sedan Stina Klüft (tredje och sista säsongen), två programledare, en webbredaktör, två researchers samt ytterligare fem personer. På fredagen före sändning diskuterade redaktionen tänkbara ämnen till nästa veckas program och på onsdagen före sändning bestämdes det definitivt.
Under första säsongen fanns också ett inslag som kallades "Röda stolen" där en inbjuden gäst fick prata om något aktuellt ämne. TV-tittarna hade möjlighet att skicka SMS till programmet under sändning. Vid varje program fick redaktionen in mellan 170 och 300 SMS och webbredaktören Axel Gordh Humlesjö valde vilka av dessa som skulle läggas ut i rutan, vanligtvis ungefär fem SMS per debatt. I övrigt använde man sig inte av tittarnas respons via SMS i debatten i studion. Programmet innehöll, till skillnad från andra liknande program i genren, inte någon studiopublik som kunde ställa frågor eller ge synpunkter. I studion var deltagarna placerade stående vid två bord, ett för varje sida i debatten, och med programledarna stående emellan. De inbjudna gästerna var där i egenskap av att ha en åsikt om ett ämne (tex. företrädare för en organisation), i egenskap av att ha politiskt eller juridiskt ansvar för ett visst förhållande (tex. myndighetschef eller statsråd) eller i egenskapen av att ha varit med om en viss händelse (tex. en 70-åring som blev nekad att få handla folköl).
Argument lades ned efter höstsäsongen 2007 dels därför att programmet hade för få tittare, dels därför att SVT ville koncentrera samhällsprogrammen till Stockholm och Göteborg.

## Säsonger

### Första säsongen
| Nr | Datum      | Synopsis |
| -- | ---------- | --- |
| 01 | 2006-09-19 | Diskussion om barnfria zoner och om sänkt rösträttsålder |
| 02 | 2006-09-26 | Om den politiska utvecklingen i Landskrona samt om fildelning |
| 03 | 2006-10-03 | Om den påstådda homofobin inom idrottsrörelsen samt om djurskyddslagstiftning |
| 04 | 2006-10-10 | Debatt om konstnärlig hänsyn till religioner, om sociala nätverk och en debatt om en återreglering av elmarknaden                                                                                                |
| 05 | 2006-10-17 | Debatt om regeringens skolpolitik, om hushållsnära tjänster samt avskaffad värnplikt. I studion medverkar statsrådet Jan Björklund                                                                               |
| 06 | 2006-10-24 | Debatt om narkotikapolitiken med regeringens samordnare Björn Fries och forskaren Ted Goldberg samt debatt om fusk i de politiska ungdomsförbunden                                                               |
| 07 | 2006-10-31 | Debatt om dödshjälp med bland andra filosofen Torbjörn Tännsjö samt riksdagsmannen Mauricio Rojas. Debatt om civil olydnad med Grön Ungdoms Alexander Alvina Chamberland                                         |
| 08 | 2006-11-07 | Debatt om Kubas framtid, om påstådda hälsorisker med mobiltelefoni och om hur länge det är lämpligt att amma |
| 09 | 2006-11-14 | Debatt om Jordens klimat med meteorolog Pär Holmgren, riksdagsman Anders Ygeman och statsrådet Lars Leijonborg. Debatt om att tillåta proffsboxning i Sverige samt om hur svenskarna övervakas i allt högre grad |
| 10 | 2006-11-21 | Om den politiska utvecklingen i Täby kommun med tidigare kommunalrådet Filippa Reinfeldt, om för- och nackdelar med barnaga och om uranbrytning i Sverige                                                        |
| 11 | 2006-11-28 | Debatt om arbetsmarknaden för invandrare med bland andra statsrådet Nyamko Sabuni och riksdagsman Luciano Astudillo, om shopping samt om den dömde mördaren Thomas Quick                                         |
| 12 | 2006-12-05 | Debatt om kulturpolitiken med riksdagsledamoten Annie Johansson och författaren Marcus Birro samt intervju med äventyraren Renata Chlumska                                                                       |
| 13 | 2006-12-12 | Debatt om rymden, om hur singlarnas intressen kan tas tillvara samt Sveriges televisions framtid |
| 14 | 2006-12-19 | Diskussion om lantbruket, om dataspel är kultur samt debatt om politiska situationen i Mellanöstern med riksdagsledamöterna Ella Bohlin och Hans Linde                                                           |

### Andra säsongen
| Nr | Datum      | Synopsis |
| -- | ---------- | --- |
| 01 | 2007-01-23 | Debatt om socialdemokratins framtid samt om klädindustrin |
| 02 | 2007-01-30 | Debatt om påstådd diskriminering av fäder vid vårdnadstvister |
| 03 | 2007-02-06 | Debatt om elevernas rätt att själva välja gymnasium. I studion medverkar skolminister Jan Björklund                                                                                                   |
| 04 | 2007-02-13 | Debatt om fackblockaden mot restaurang Wild'n Fresh samt debatt om bostäder med hyresrätt. Medverkar gör statsrådet Mats Odell                                                                        |
| 05 | 2007-02-20 | Debatt om kommuner ska vara skyldiga att erbjuda förskola nattetid samt en diskussion om webbplatsen Second Life                                                                                      |
| 06 | 2007-02-27 | Debatt om psykiatrisk tvångsvård, om förslaget till ny länsindelning samt ett förslag om att låta kvinnor bosatta i annat EU-land göra abort i Sverige                                                |
| 07 | 2007-03-06 | Debatt om bråken om Ungdomshuset i Köpenhamn, vad bankerna gör åt kontokortsbedrägerier samt en diskussion med Sigge Eklund om bloggande                                                              |
| 08 | 2007-03-13 | Debatt om det finns en kris inom manligheten orsakad av att kvinnor går förbi på allt fler områden |
| 09 | 2007-03-20 | Debatt om arbetsmarknaden mellan statsrådet Sven Otto Littorin och riksdagsman Sven-Erik Österberg. Debatt om Göran Persson med anledning av TV-serien Ordförande Persson                             |
| 10 | 2007-03-27 | Om debattklimatet och anonymitet på internet samt om kärnkraftens för- och nackdelar |
| 11 | 2007-04-03 | Debatt om feminismen med Feministiskt initiativs taleskvinna Stina Sundberg samt om drogtester av barn                                                                                                |
| 12 | 2007-04-10 | Om hur de svenska fjällen ska utnyttjas i framtiden |
| 13 | 2007-04-17 | Debatt om ett förslag i Malmö kommun att förbjuda tiggeri samt debatt om regeringens jobbgaranti för ungdomar                                                                                         |
| 14 | 2007-04-24 | Debatt om hårdare regler för hundägare samt Säpos arbetsmetoder. |
| 15 | 2007-05-01 | Diskussion om de fyra borgerliga partierna ska gå samman, med riksdagsman Fredrick Federley, chefredaktör P.J. Anders Linder, partisekreterare Per Schlingmann samt riksdagsledamot Barbro Westerholm |
| 16 | 2007-05-08 | Debatt om Sveriges biståndspolitik |
| 17 | 2007-05-15 | Debatt om den friande domen i Stureplansrättegången |
| 18 | 2007-05-22 | Debatt om SMS-lån samt hur många högskoleutbildningar Sverige behöver. I studion medverkar statsrådet Lars Leijonborg                                                                                 |
| 19 | 2007-05-29 | Diskussion om hur Sverige ser ut 2020 |

### Tredje säsongen
| Nr | Datum      | Synopsis |
| -- | ---------- | --- |
| 01 | 2007-09-06 | Debatt om det svenska försvaret, om religiösa friskolor samt en debatt med konstnären Lars Vilks om dennes påstådda kränkning av islam                                |
| 02 | 2007-09-13 | Debatt om Stureplansrättegången, om nollning och att göra engelska till officiellt språk i Sverige                                                                    |
| 03 | 2007-09-20 | Debatt om varför medlemsantalet i fackförbunden minskar, om illegal vargjakt samt om regeringens budgetproposition                                                    |
| 04 | 2007-09-27 | Debatt om torskfisket i Östersjön med bland andra statsrådet Eskil Erlandsson, om att antalet värdetransportrån ökar samt om konflikten i Norrbotten med Ekfors Kraft |
| 05 | 2007-10-04 | Debatt mellan IOK-ledamoten Arne Ljungqvist och LUF:s ordförande Frida Johansson Metso om bojkott av OS i Peking samt om genusförskolor                               |
| 06 | 2007-10-11 | Debatt om sjukförsäkringsregler med bland andra statsrådet Cristina Husmark Pehrsson samt om Muhammedbilderna i Jyllands-Posten                                       |
| 07 | 2007-10-18 | Debatt om Stureplansrättegången, om barnäktenskap samt behovet av särskilda ungdomsfängelser                                                                          |
| 08 | 2007-10-25 | Debatt om matfusk med bland andra författaren Mats-Eric Nilsson samt om centerpartiets ideologi med bland andra partisekreteraren Anders Flanking                     |
| 09 | 2007-11-01 | Debatt om rättssäkerhet med bland andra Anna Sjödin och Billy Butt, om privata barnsjukhus samt om Facebook                                                           |
| 10 | 2007-11-08 | Debatt om inrikesflyget, om svartjobb samt om kravet att visa legitimation för att köpa lättöl på ICA                                                                 |
| 11 | 2007-11-15 | Debatt om ge betyg i grundskolans årskurs 6 med bland andra statsrådet Jan Björklund                                                                                  |
| 12 | 2007-11-22 | Debatt om spelmissbruk, hyresrätten, genmodifierade livsmedel samt gängbrottslighet                                                                                   |
| 13 | 2007-11-29 | Debatt om Sveriges flyktingpolitik, om operationer mot fetma samt om organiserad brottslighet                                                                         |
| 14 | 2007-12-06 | Debatt om styckmordsrättegången med JK Göran Lambertz och författaren Per Lindeberg, om lagstiftning om civilkurage samt fosterdiagnostik                             |
| 15 | 2007-12-13 | Debatt om kärnkraften ska byggas ut eller ej med Greenpeaces Lennart Daléus och riksdagsman Carl B. Hamilton                                                          |
| 16 | 2007-12-20 | Om Apotekets detaljhandelsmonopol |